# Södermalms tvätt- och badinrättning

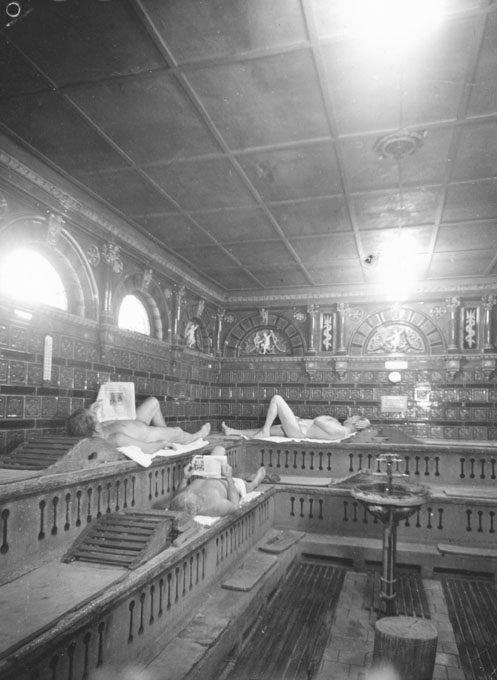
Herrturken, 1944

Södermalms tvätt- och badinrättning, även Söderbadet, var en badinrättning på Bastugatan 4 på Södermalm i Stockholm.

## Historik

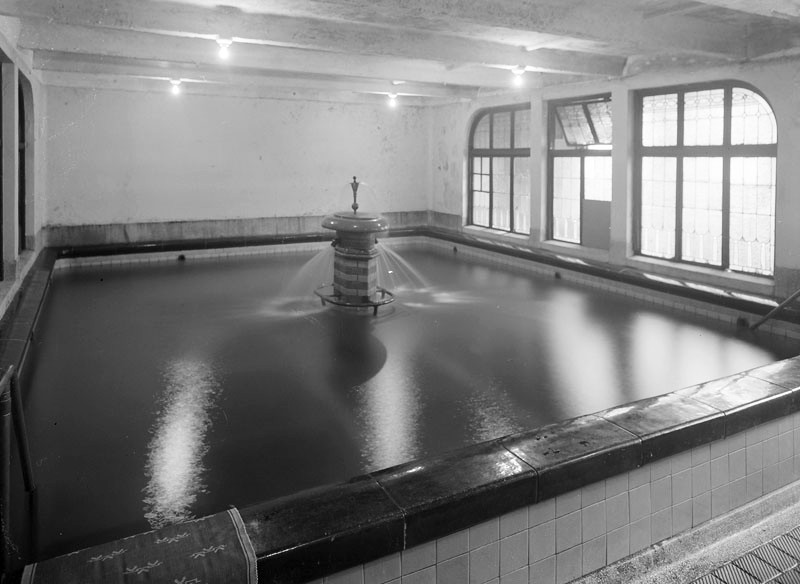
Bassängen, 1944.

År 1875 utfärdades inbjudningar att teckna aktier i Aktiebolaget Södermalms tvätt- och badinrättning om 125,000 kr. Efter att ha förvärvat och ombyggt en egendom i kvarteret Lappskon Mindre vid Bastugatan kom verksamheten igång 1877. Badet var uppdelat i två klasser. I första klassens varmvattenbad och duschrum var väggarna klädda med belgisk marmor medan varmluftsrummet beklätts med målat porslin. I varmvattenbadet fanns 14 herr- och lika många damrum och inträdet uppgick till 1 kr. Andra klassens badkar var enklare och utförda i trä och tio till antalet. Här kostade badet 50 öre.
1886 uppgick antalet bad till 66 991 varav 50 820 på den manliga och 15 171 på den kvinnliga avdelningen. I maskintvättavdelningen, som upptog fyra våningar, tvättades samma år 227 670 kilo kläder. Man hade även en handtvättavdelning som kunde hyras per dag eller timma.
Badet hade ett eget reningsverk och hämtade sitt vatten direkt ifrån Riddarfjärden. Som en följd av att man använde sig av sjövatten förlade rättrogna judar sina rituella bad, mikve, till anstalten. En av bassängerna hade en lucka i väggen ur vilken det strömmade vatten från en större bassäng vilket skall ha gett en viss illusion av floden Jordans vatten.
Anläggningen revs 1944 i och med Södergatans framdragande mot Centralbron.